# Partii Inuit
Die Partii Inuit war eine politische Partei in Grönland.

## Geschichte
Die Partei wurde am 24. Januar 2013 von Nikku Olsen gegründet, der zuvor Mitglied der linken Inuit Ataqatigiit war, aber die Partei als zu weit in die Mitte gedriftet sah.
Bei der Wahl nur wenige Wochen nach der Parteigründung gelang es der Partei auf Anhieb, zwei Sitze im Parlament zu erreichen. Der Parteivorsitzende Nikku Olsen wurde nach der Wahl wegen vorheriger Straftaten für unwählbar erklärt, sodass er seinen Platz an den Parteikollegen Lars P. Mathæussen abgeben musste. Nach der Wahl ging die Partii Inuit eine Koalitionsregierung unter der sozialdemokratischen Siumut zusammen mit der antiseparatistisch-liberalen Atassut ein. Im September wechselte Matthæussen zur Siumut, sodass der Partii Inuit nur noch ein Parlamentsmandat blieb. Im Oktober gab Regierungschefin Aleqa Hammond bekannt, dass die Partii Inuit nicht weiter Teil der Koalition sein werde und Miiti Lynge nicht länger Ministerin ist. Um sich eine größere Mehrheit zu sichern, wurde ein Zusammenarbeitsabkommen sowohl mit der Partii Inuit als auch mit den Demokraatit gemacht, sodass die Inuit Ataqatigiit einzige echte Oppositionspartei wurde. Dieses Abkommen kündigte die Partii Inuit im Januar 2014 auf, da man sich uneins damit zeigte, dass einige der eigenen Ausschussposten an die Demokraatit gegangen waren.
Bei der Parlamentswahl 2014 verlor die Partii Inuit stark und war nicht länger im Parlament vertreten. Auf einer Pressekonferenz am 16. März 2018 wurde bekanntgegeben, dass die Partei aufgelöst werde und die ehemaligen Parteimitglieder sich nun mit der Partii Naleraq verbünden würden.

## Politische Ausrichtung
Die Partii Inuit sah sich bei ihrer Gründung als links der Inuit Ataqatigiit. Sie setzte sich strikt gegen den Uranabbau in Grönland ein, der von anderen Parteien aufgrund der Steigerung von Grönlands Wirtschaftlichkeit befürwortet wurde. Dazu vertrat sie aber vor allem nationalistische und antidänische Ansichten. Sie versuchte die dänische Sprache in Grönland zu verbieten und weigerte sich, im Parlament Dänisch zu sprechen oder offizielle Schriften zweisprachig zur Verfügung zu stellen. Dazu kritisierte sie die Verwaltungsreform von 2009, bei der die achtzehn Gemeinden zu vieren zusammengelegt wurden. Ihr primäres Ziel war die möglichst schnelle Durchsetzung der Unabhängigkeit Grönlands.

## Parteivorsitzende
- 2013–2015: Nikku Olsen
- 2015–2016: Georg Olsen
- 2016–2017: Per Rosing-Petersen
- 2017–2018: ???

## Wahlergebnisse

### Parlamentswahlen
| Wahl | Stimmen | Stimmenanteil | Sitze  | Platz | Folge                                           |
| ---- | ------- | ------------- | ------ | ----- | ----------------------------------------------- |
| 2013 | 1.930   | 6,5 %         | 2 / 31 | 4     | Juniorpartner der Regierung, ab 2014 Opposition |
| 2014 | 0477    | 1,6 %         | 0 / 31 | 6     | nicht im Parlament vertreten                    |